# Milton (Washington)
Milton es una ciudad ubicada en el condado de King y en el condado de Pierce en el estado estadounidense de Washington. En el año 2000 tenía una población de 6.076 habitantes y una densidad poblacional de 884,7 personas por km².

## Geografía
Milton se encuentra ubicada en las coordenadas 47°14′54″N 122°19′3″O / 47.24833, -122.31750.

## Demografía
Según la Oficina del Censo en 2000 los ingresos medios por hogar en la localidad eran de $48.166, y los ingresos medios por familia eran $64.105. Los hombres tenían unos ingresos medios de $41.508 frente a los $30.111 para las mujeres. La renta per cápita para la localidad era de $22.400. Alrededor del 8,0% de la población estaban por debajo del umbral de pobreza.